# Rudolf Wirz
Rudolf Wirz (* 28. Januar 1918; † 5. November 1988 in Basel) war ein Schweizer Handball- und Fussballspieler.

## Leben
Wirz gehörte zum Aufgebot der Schweizer Handballnationalmannschaft bei den Olympischen Spielen 1936 in Berlin. Er gewann mit der Mannschaft die Bronzemedaille und absolvierte dabei drei der fünf Spiele. Zwei Jahre später gewann er mit der Nationalmannschaft bei der 1. Weltmeisterschaft die Silbermedaille.
Im Fussball kam er zwischen 1941 und 1948 für den FC Basel in 51 Ligaspielen und 11 Cupspielen zum Einsatz. 1947 gewann er mit dem Team den Schweizer Cup.